# Wii U
Wii U (tidigare känt under projektnamnet Project Café) är en spelkonsol som producerades av Nintendo. Den släpptes den 30 november 2012 i Europa, och ersatte företagets tidigare konsol Wii. En spelbar modell av Wii U presenterades under E3 2011 i Los Angeles. Wii U kan inte spela DVD- eller Blu-ray-skivor. Videoinnehåll kan dock spelas upp genom den inbyggda Netflix-klienten. En klient för YouTube finns också inkluderad. Dessutom kan videoinnehåll som är inbäddat i HTML5 visas genom den inbyggda webbläsaren. Webbläsaren bygger på NetFront och är baserad på WebKit.

## Spelkontroll
Wii U styrs med en specialutvecklad kontroll, den så kallade Wii U GamePad, med inbyggd 6,2-tums skärm. Konsolen kan även använda alla tillbehör som passar till Wii. Nintendo bekräftade under E3 2012 att Wii U-konsolen stödjer upp till två Wii U GamePads samtidigt. Wii U GamePad är rörelsekänslig och sägs vara känsligare och mer precis än tidigare rörelsekänsliga kontroller. Tekniken är byggd på samma grund som användas i Wii Motion Plus. Kontrollen har även två stycken analogspakar, styrkors, ABXY-knappar, L-R-knappar med två extra triggers, en inbyggd kamera, stereohögtalare och mikrofon.

## Teknisk specifikation
Konsolen har en trekärnig PowerPC-processor från IBM som bygger på 45nm-teknik, grafikkretsen kommer från AMD och är en grafikprocessor med kapacitet att mata ut 1080p HD till bildskärmen samt strömma bild till Wii U GamePad. Processorn samt grafikprocessorn är deriverade av föregångaren Wiis arkitektur, detta möjliggör perfekt bakåtkompatibilitet med Wii-mjukvara. Enheten använder optiska skivor med 12 cm diameter i två versioner. Den ena är av samma format och specifikationer som till den föregående Wii-konsolen, den andra kan lagra upp till 25 GB och bygger på samma teknik som används till Blu-Rayskivor. Vilken skivtyp som väljs beror på spelets innehåll och storlek. Vidare finns det uttag för HDMI, Sensor-bar och 4 st USB 2.0-portar (två fram och två bak) samt SD-minneskort.

## Bakåtkompatibilitet
Wii U kan spela spel avsedda för sin föregångare Wii. Wii U är också kompatibelt för kontroller avsedda för föregångaren Wii. Detta är möjligt genom att välja ett Wii-läge i menyn. Även om Wii-spel kan visas på Wii U Gamepads inbyggda bidskärm, kan Wii-spelen bara styras med Wii-kontroller, och inte med Wii U Gamepad-kontrollen.
Wii U har inte stöd för Nintendo Gamecube-spel. Dock kan GameCube-spel köras genom en hackad version av systemets Wii-läge.

## Försäljning
| Datum      | Japan | Amerika | Övriga | Totalt |
| ---------- | ----- | ------- | ------ | ------ |
| 2012-12-31 | 0,83  | 1,32    | 0,90   | 3,06   |
| 2013-03-31 | 0,92  | 1,52    | 1,01   | 3,45   |
| 2013-06-30 | 1,01  | 1,58    | 1,02   | 3,61   |
| 2013-09-30 | 1,15  | 1,75    | 1,01   | 3,91   |
| 2013-12-31 | 1,75  | 2,61    | 1,49   | 5,86   |
| 2014-03-31 | 1,81  | 2,81    | 1,56   | 6,17   |
| 2014-06-30 | 1,87  | 3,08    | 1,73   | 6,68   |
| 2014-09-30 | 1,97  | 3,43    | 1,88   | 7,29   |
| 2014-12-31 | 2,30  | 4,45    | 2,46   | 9,20   |
| 2015-03-31 | 2,33  | 4,65    | 2,56   | 9,54   |
| 2015-06-30 | 248   | 4,85    | 2,68   | 10,01  |
| 2015-09-30 | 2,66  | 5,21    | 2,87   | 10,73  |
| 2015-12-31 | 3,08  | 6,10    | 3,42   | 12,60  |
| 2016-03-31 | 3,13  | 6,20    | 3,47   | 12,80  |
| 2016-06-30 | 3,21  | 6,29    | 3,53   | 13,02  |
| 2016-09-30 | 3,30  | 6,41    | 3,65   | 13,36  |
| 2016-12-31 | 3,34  | 6,49    | 3,73   | 13,56  |